# Phrixgnathus
Phrixgnathus är ett släkte av snäckor. Phrixgnathus ingår i familjen punktsnäckor.

## Dottertaxa tillPhrixgnathus, i alfabetisk ordning[1]
- Phrixgnathus alfredi
- Phrixgnathus ariel
- Phrixgnathus blacki
- Phrixgnathus brunneus
- Phrixgnathus celia
- Phrixgnathus cheesemani
- Phrixgnathus clathratus
- Phrixgnathus cognata
- Phrixgnathus compressus
- Phrixgnathus conella
- Phrixgnathus douglasi
- Phrixgnathus erigone
- Phrixgnathus fatua
- Phrixgnathus filicostus
- Phrixgnathus flemingi
- Phrixgnathus forsteri
- Phrixgnathus fulguratus
- Phrixgnathus glabriusculus
- Phrixgnathus gracilis
- Phrixgnathus haasti
- Phrixgnathus hamiltoni
- Phrixgnathus laqueus
- Phrixgnathus larochei
- Phrixgnathus levis
- Phrixgnathus liratulus
- Phrixgnathus lucidus
- Phrixgnathus marginatus
- Phrixgnathus microreticulatus
- Phrixgnathus moellendorffi
- Phrixgnathus murdochi
- Phrixgnathus paralaomiformis
- Phrixgnathus phrynia
- Phrixgnathus pirongiaensis
- Phrixgnathus poecilosticta
- Phrixgnathus powelli
- Phrixgnathus rakiura
- Phrixgnathus ruforadiatus
- Phrixgnathus sciadium
- Phrixgnathus sorenseni
- Phrixgnathus spiralis
- Phrixgnathus subariel
- Phrixgnathus sublucidus
- Phrixgnathus titania
- Phrixgnathus trailli
- Phrixgnathus transitans
- Phrixgnathus waipoua
- Phrixgnathus viridulus